# Martín Martínez

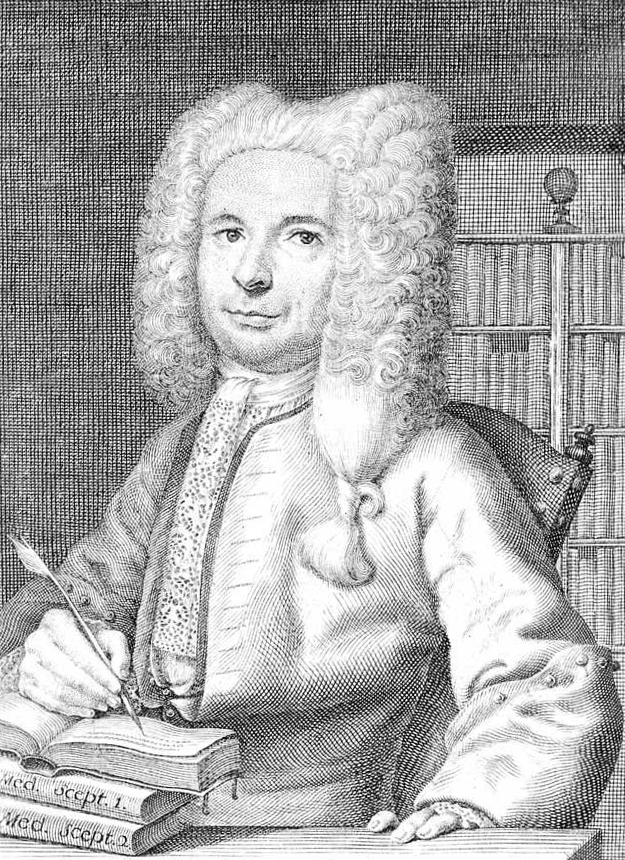
Retrato de Martín Martínez, aguafuerte según dibujo de Valero Iriarte grabado por Juan Bernabé Palomino (Biblioteca Nacional de España).

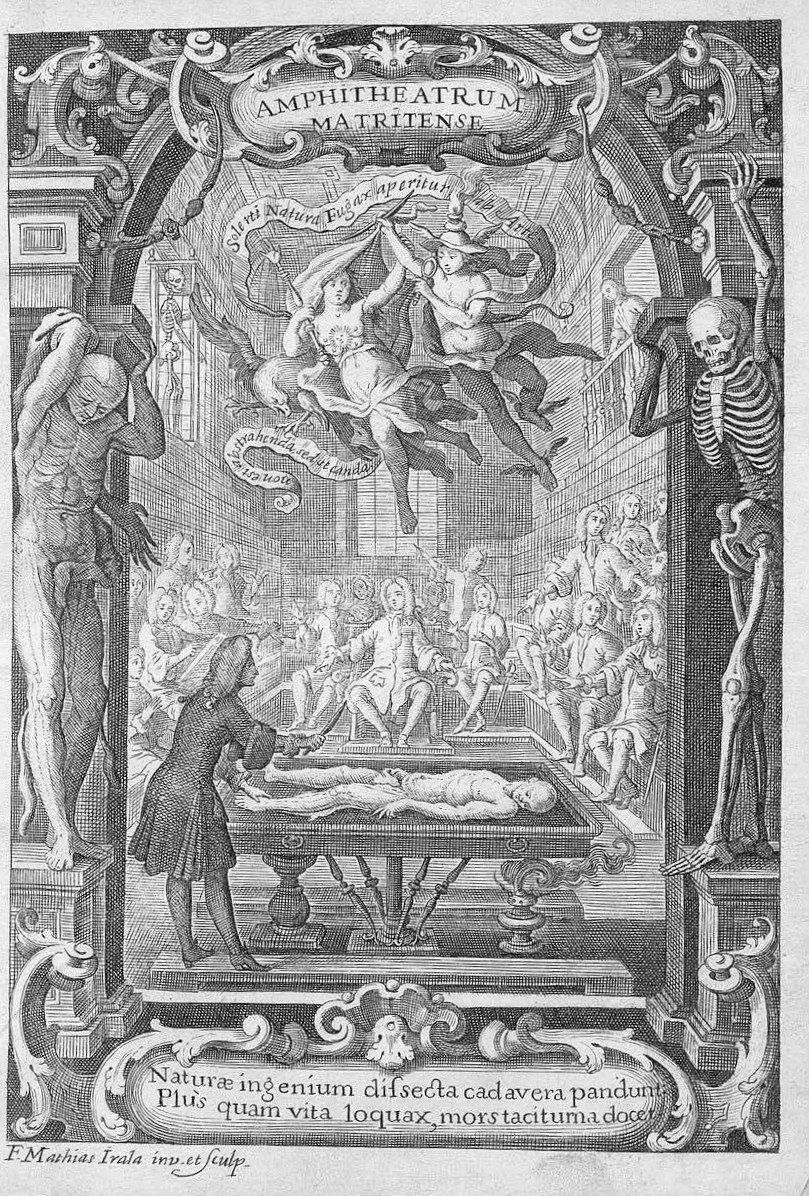
Portada de la Anatomía completa del hombre, grabado de Matías de Irala, Amphiteatrum matritense, lección de anatomía en el Anfiteatro del Hospital General de Madrid.

Martín Martínez (Madrid, 11 de septiembre de 1684 - Madrid, 9 de octubre de 1734) fue un médico y filósofo, además de uno de los novatores o preilustrados españoles. Fue un renovador de la medicina en España durante el siglo XVIII.

## Biografía
Se licenció en medicina en 1706, siendo desde entonces médico del Hospital General de Madrid y profesor de anatomía. Fue también médico de cámara de Felipe V, examinador del Protomedicato y presidente de la Regia Sociedad de Medicina de Sevilla. Entabló amistad con Benito Jerónimo Feijoo y adoptó inicialmente posturas eclécticas y escépticas, que se manifestaron en su rechazo al sistema galénico y a la iatroquímica, en favor de una práctica basada en la experimentación y en la observación clínica.
Su Anatomía completa del hombre, con todos los hallazgos, nuevas doctrinas y observaciones raras hasta el tiempo presente y muchas advertencias necesarias en cirugía (1728) fue utilizado como libro de texto. Este libro mantuvo su vigencia hasta los cuatro volúmenes de Compendio anatómico (1750-1752) de Juan de Dios López.

## Obra
- Medicina escéptica y cirugía moderna (2 tomos, 1722-1725)
- Anatomía completa del hombre, con todos los hallazgos, nuevas doctrinas y observaciones raras hasta el tiempo presente, y muchas advertencias necessarias para la cirugía según el methodo con que se explica en nuestro theatro de Madrid, en Madrid, en la Imprenta de Bernardo Peralta: a costa de Pedro del Castillo, año de 1728. Nuevas ediciones en Madrid, 1745 (imprenta Real por Don Miguel Francisco Rodríguez); Madrid, 1752 (imprenta de los herederos de Miguel Francisco Rodríguez); Madrid, 1764 (imprenta de la Viuda de Manuel Fernández); Madrid, 1775 (imprenta de Miguel Escribano); Madrid, 1788 (imprenta de Benito Cano, a costa de la Real Compañía de Impresores y Libreros del Reyno). Ilustrada con láminas abiertas por Matías de Irala.
- Filosofía escéptica (1730).
- Noches anatómicas, o Anatomía compendiosa. Madrid 1716. Segunda impression, aumentada con otras obras que antes andaban separadas, Madrid, por don Miguel Francisco Rodríguez, 1750.
- Discurso físico sobre si las víboras deben reputarse por carne o pescado en el sentido en que nuestra madre la Iglesia nos veda las carnes en días de abstinencia, Madrid 1723.
- Observatio rara de corde in monstroso infantido ubi obiter et noviter de motu cordis et sanguinis agitur. Madrid 1723.
- Medicina scéptica y cirugía moderna, con un tratado de operaciones chirurgicas, Madrid 1723. Tomo primero, segunda impression añadida, Madrid, en la imprenta de Geronimo Roxo, [s.a.]. Medicina scéptica, tomo segundo. Primera parte: apologema en favor de los médicos scepticos. Segunda parte: apomathema, contra los médicos dogmáticos, en que se contiene todo el acto de fiebres. Madrid : [s.n.], 1725; 4º. Madrid 1748. Imprenta Real, por Don Miguel Francisco Rodríguez.
- Examen nuevo de cirugía moderna, Madrid 1725. ...nuevamente enmendada, y añadida con las operaciones chyrurgicas, Madrid : en la imprenta de Pedro Marín : a costa de la Real Compañía de Impresores, y Libreros del Reyno, 1788. ... añadido en esta impresión el Tratado de partos preternaturales, Valencia: [s.n.], 1811 (por José Ferrer de Orga y Compañía).
- Carta defensiva, que sobre el primer tomo del Theatro critico universal, que dio a luz... Fr. Benito Feijoó la escrivió su más aficionado amigo, D. Martín Martínez... En Madrid: en la Imprenta Real, 1726.[3]
- Juicio final de la astrología, en defensa del Theatro critico universal: dividido en tres discursos. Madrid, en la Imprenta Real, se hallará en casa de Joseph Rodríguez de Escobar..., [s.a.: 1727]) Reimpreso en Sevilla...impresso en Madrid i por su original... en Sevilla : en la imprenta Castellana i latina de Manuel Caballero..., s.a.
- Philosophia Sceptica: extracto de la physica antiqua, y moderna, recopilada en diálogos, entre un Aristotélico, Cartesiano, Gasendista, y Sceptico, para instrucción de la curiosidad española, Madrid [s.n.], 1730. Segunda impression (Madrid 1750, se hallarà en la librería de Francisco López, [12] + 379 p.). Tercera impression (Madrid 1768, en la imprenta de Antonio Marin, se hallará en la librería de Francisco González del Mazo.[4]